# Petit Ballon
Pour les articles homonymes, voir Ballon.
Le Petit Ballon (Kahler Wasen ou Kleiner Belchen en allemand) est un sommet secondaire du massif des Vosges situé dans le département du Haut-Rhin (Grand Est). Il culmine à 1 272 mètres d'altitude. Son sommet donne un point de vue panoramique, marqué par une statue de la Vierge et une antenne-relais radio. La route ne permet pas d'accéder directement au sommet mais seulement au col à 1 165 m d'altitude.

## Toponymie
Le toponyme « Ballon » a été attribué à la forme ronde du sommet traduite en allemand par « kopf ». Cependant, d'après les spécialistes, Ballon dériverait d'une ancienne racine celtique ou préceltique, « ball » signifiant « forêt ».

## Géographie

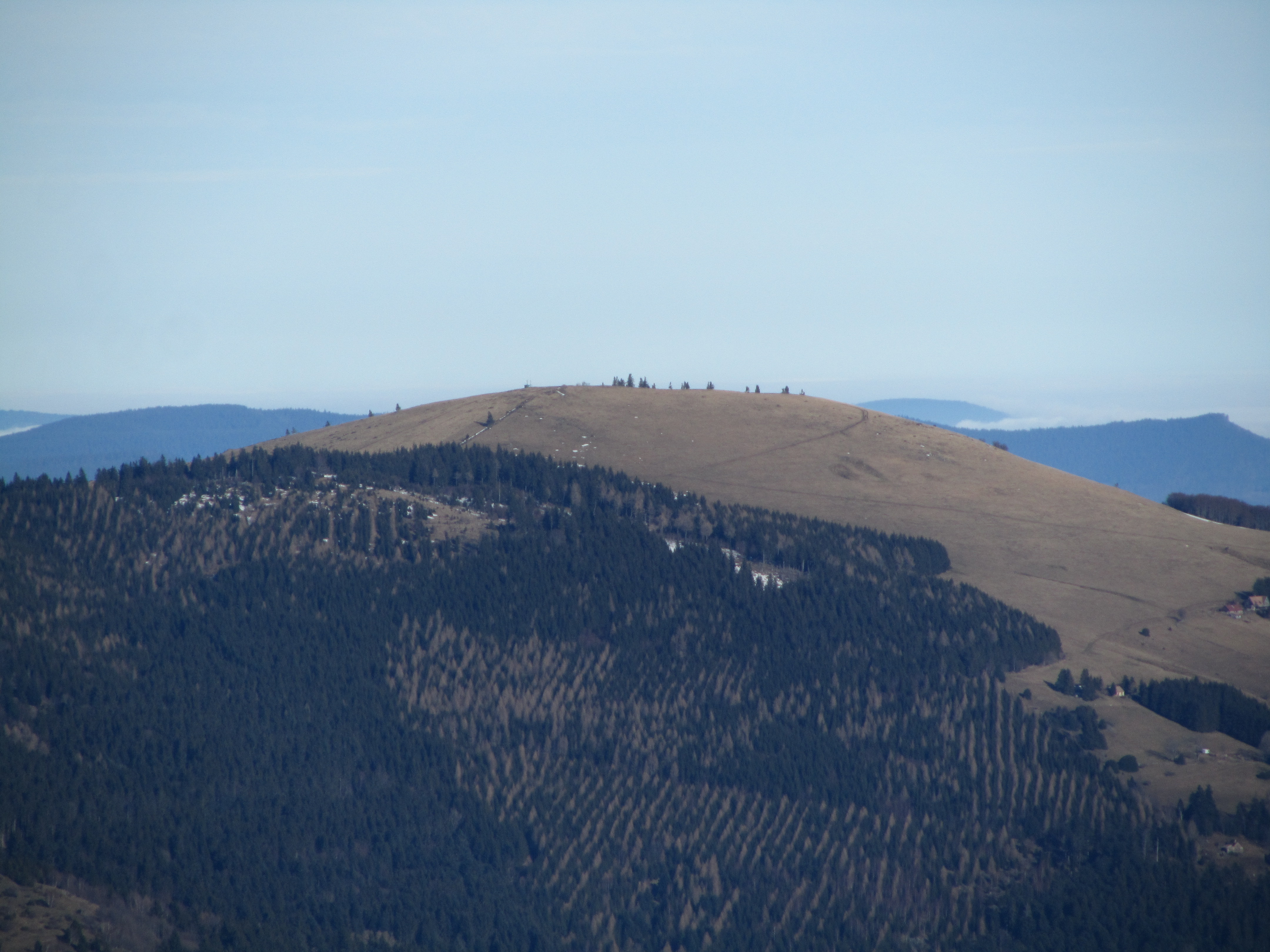
Le Petit Ballon vu depuis le Storkenkopf.

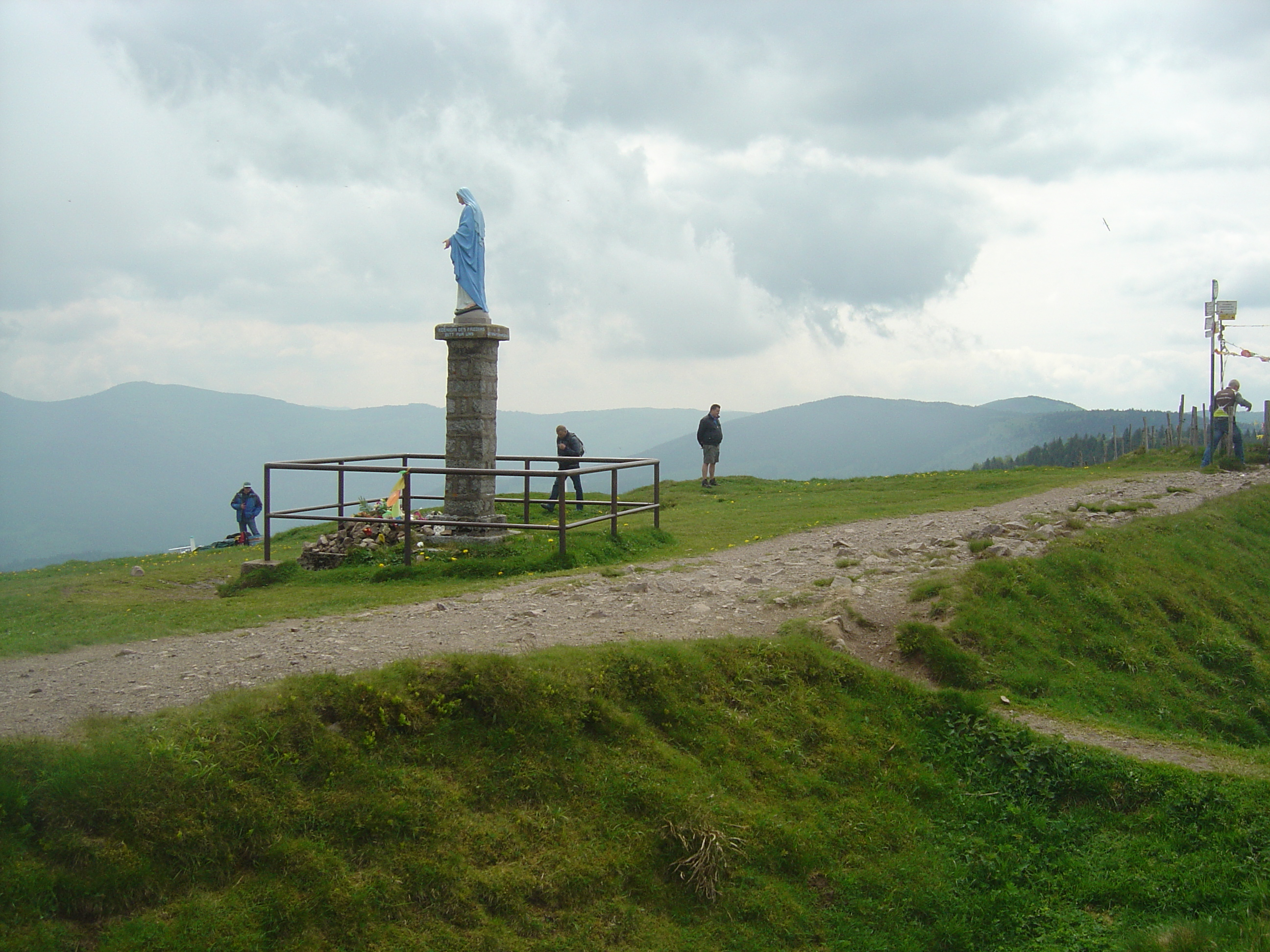
Statue de la Vierge au sommet.

### Géologie
Au sud-ouest du sommet du Petit Ballon, un chaos rocheux formé par l'érosion est présent sur le Steinberg. De plus, la gélifraction et la gélifluxion ont entraîné la production d'une zone d'éboulis au Steinmauer,.
Les types de roches rencontrés sont le schiste, le grauwacke au sud de la montagne et le granite au nord d'une ligne entre la ferme de Rothenbrunnen et le col de Boenslesgrab, en passant par le sommet du Petit Ballon.

### Climat
Bien que la météo soit souvent rude dans le massif des Vosges, le Petit Ballon bénéficie d'un climat plus doux et plus ensoleillé que la grande crête vosgienne (Grand Ballon, Markstein, Hohneck…). Il en résulte du fait que cette grande crête agit comme un abri contre les perturbations atlantiques. De ce fait, il serait aussi le sommet vosgien le moins pluvieux.

### Faune et flore

#### Faune
Concernant les oiseaux, la Pie-grièche écorcheur est présente sur la commune de Linthal et vers le Steinberg, quelques couples de Traquet motteux ont pu être répertoriés. Sont également présents la Gélinotte des bois, le Grand tétras, la Chouette de Tengmalm, le Pic cendré et le Pic noir mais dans des effectifs très restreints, un seul couple ayant généralement pu être observé pour chacun d'eux.
Le Petit Ballon compte dix espèces de chauves-souris. La plus représentée est le Grand Murin et on atteste une dizaine d'individus du Vespertilion à oreilles échancrées et du Vespertilion de Bechstein.
Un seul couple de Lynx boréal a pu être inventorié de 2002 à 2006, ce qui ne garantit pas la pérennité de cette espèce protégée sur le Petit Ballon. Cette montagne compte d'autres mammifères bien plus communs : sangliers, renards, cerfs, chevreuils, lièvres, écureuils, blaireaux européens.
On peut rencontrer également nombre de reptiles : des serpents telles la Couleuvre à collier et la Coronelle lisse, ainsi que divers types de lézards comme l'Orvet commun, le Lézard agile, le Lézard vivipare et le Lézard des murailles.
Qui plus est, quatre types de batraciens ont pu être observés : le Crapaud commun, la Grenouille rousse, la Grenouille agile et enfin la Salamandre tachetée.

#### Flore
Le Petit Ballon compte plus de 750 hectares de hautes-chaumes soit 20 % du total des Hautes-Vosges. Les hautes-chaumes du Petit Ballon sont en grande partie faites de landes et pelouses à fétuque rouge et à genêt ailé. On recense aussi une centaine d'hectares de landes à genévriers et une présence partielle de landes sèches à callune vers le Bockwasen et le Hilsenfirst. Un cirque glaciaire notable se trouve vers le Strohberg.
Les forêts du Petit Ballon comprennent 200 ha de résineux et on estime qu'il y a moins de 5 ha d'érables.
Une espèce de fougère, l'Allosore crépu est présente au Petit Ballon. Du Hilsenfirst au Petit Ballon, certaines landes comportent des espèces de fleurs comme le Lis martagon ou la Gentiane jaune.
Des espèces de fleurs et plantes protégées sont mentionnées au Petit Ballon, d'abord l'Œillet superbe et le Lycopode des Alpes qui font l'objet d'une protection nationale, puis la Carline acaule, l'Orchis de Fuchs, et la Pulsatille d'Autriche qui font partie d'un plan de protection régional. L'Arnica des montagnes, protégée au niveau européen, colonise certains espaces, bien qu'elle soit plus abondante au Markstein.
Une ancienne étude de 1976 répertoriait des espèces comme la Botryche à feuilles de Matricaire, la Gagée jaune, le Lycopode sélagine, l'Épilobe de Durieu et le Botryche lunaire mais toutes celles-ci semblent avoir disparu depuis dans le massif.

## Histoire

### Première Guerre mondiale
Durant la Première Guerre mondiale, la crête entre le Hilsenfirst et le Petit Ballon fut âprement disputée entre les armées françaises et allemandes. Le Hilsenfirst fut le plus haut champ de bataille de cette guerre. C'est de février 1915 à décembre 1915 que les principaux combats ont eu lieu. 
Des tranchées, un blockhaus allemand au Petit Ballon, des galeries souterraines, abris, lignes de téléphériques allemandes destinées au ravitaillement, traces d'éclats d'obus, etc. sont les vestiges de ces lignes de défense. Les Allemands disposaient notamment d'une ligne de téléphérique entre la ferme-auberge de Buchwald et le Strohberg.
Le 13 février 1915, les Allemands, agacés par des patrouilles françaises de plus en plus fréquemment en reconnaissance entre le Breitfirst et le Petit Ballon, décident de passer à l'offensive. Commandés par le lieutenant-colonel Alfred Steinitzer, ils passent à l'attaque dans le fond de la vallée de la Fecht et sur la crête entre le Petit Ballon et le Hilsenfirst et s'en rendent maitres dès le lendemain, face à la faible résistance du 3e bataillon de territoriaux de chasseurs alpins (3e BTCA).
Le 20 juin 1915, à la suite de plusieurs tentatives infructueuses du 7e bataillon de chasseurs alpins (7e BCA), le 13e bataillon de chasseurs alpins (13e BCA) et le 53e bataillon de chasseurs alpins (53e BCA) parviennent à reconquérir le sommet du Hilsenfirst. Les Allemands ont jusqu'à la fin du mois de décembre 1915 tenté de le reprendre sans succès. Par la suite, à l'automne 1916, les combats se sont réduits à des « coups de main » destinés à faire des prisonniers et obtenir des renseignements ou détruire un poste d'artillerie ennemi.

## Protection environnementale
Les pentes du Petit Ballon sont situées sur plusieurs communes : Sondernach, Breitenbach-Haut-Rhin, Luttenbach-près-Munster, Eschbach-au-Val, Wasserbourg, Rouffach, Osenbach, Soultzmatt, Lautenbach, Linthal. En septembre 2016, seules Sondernach et Rouffach n'étaient pas adhérentes à la charte du parc naturel régional des Ballons des Vosges créé en juin 1989.
Bien que le Petit Ballon fasse partie du réseau Natura 2000, les seuls arrêtés préfectoraux de protection de biotope proches, celui du Langenfeldfkopf (1985) et celui du Klintzkopf (1993) sont situés sur le secteur Natura 2000 du Markstein au sud-ouest.

## Activités économiques et professionnelles

### Pastoralisme
L'élevage s'appuie sur des vaches de race Vosgienne dont la production laitière sert à fabriquer le munster. Cependant on remarque aussi la présence de troupeaux de charolaises et d'aubrac. La transhumance est fêtée deux fois par an.

### Fermes-auberges
On rencontre sur les routes et chemins du Petit Ballon plusieurs fermes-auberges typiques du massif des Vosges : au col de Boenlesgrab(865 m), celle du Strohbergà l'est, celle du Ried, plus proches du sommet celles du Kahlen Wasen et du Rothenbrunnen. Celle du Strohberg, à environ 1 085 m d'altitude, remonte au XVIIe siècle.
Les fermiers-aubergistes ont succédé aux marcaires, éleveurs qui autrefois montaient leurs troupeaux dans les estives et ont construit ces fermes. Ces auberges traditionnelles accueillent aujourd'hui les touristes et entretiennent les spécialités gastronomiques des Vosges (tourtes de la vallée, munster, bargkass, tomme des Vosges, tarte aux myrtilles, etc.).

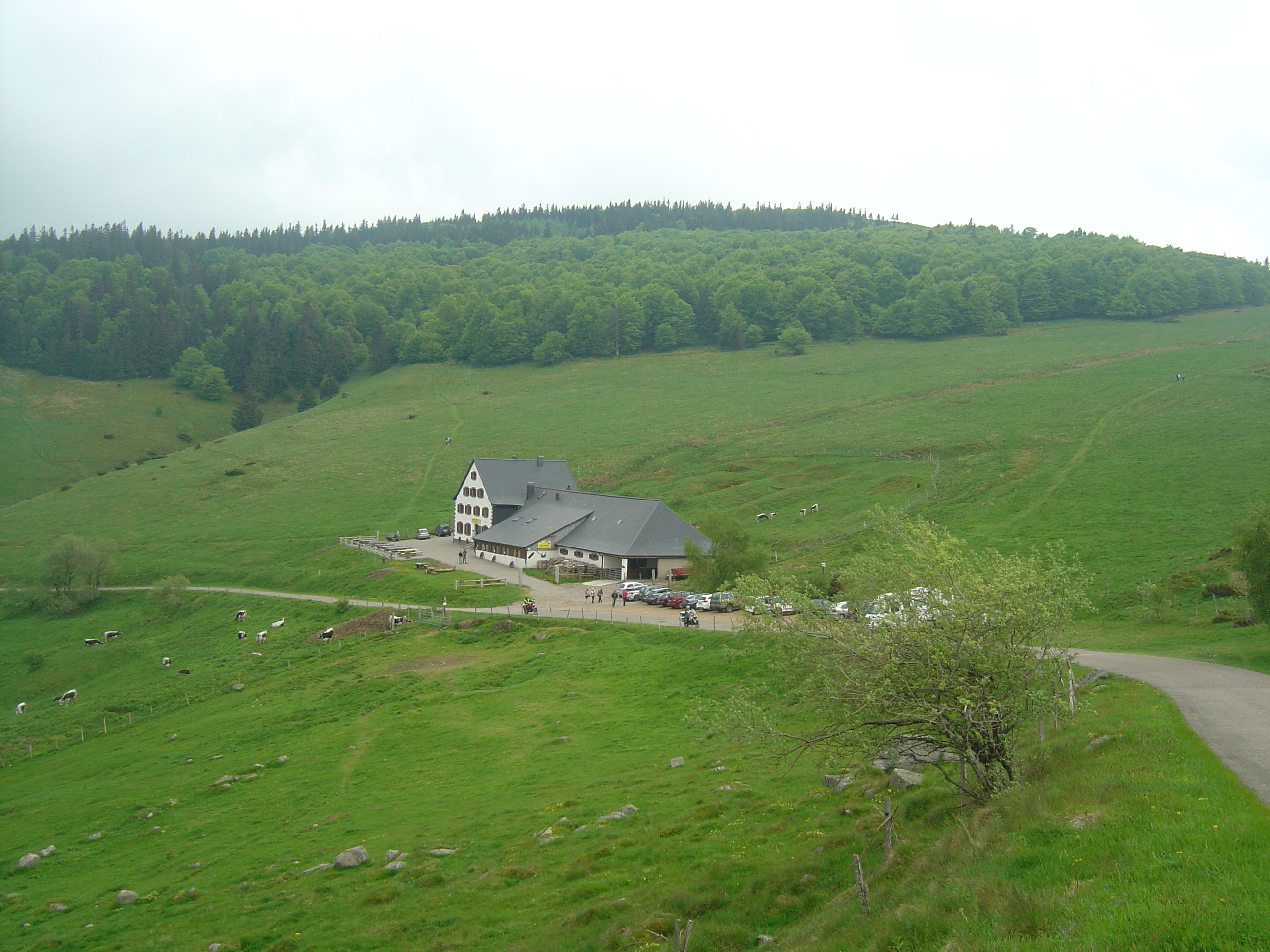
Ferme-auberge du Kahlenwasen (1 073 m).
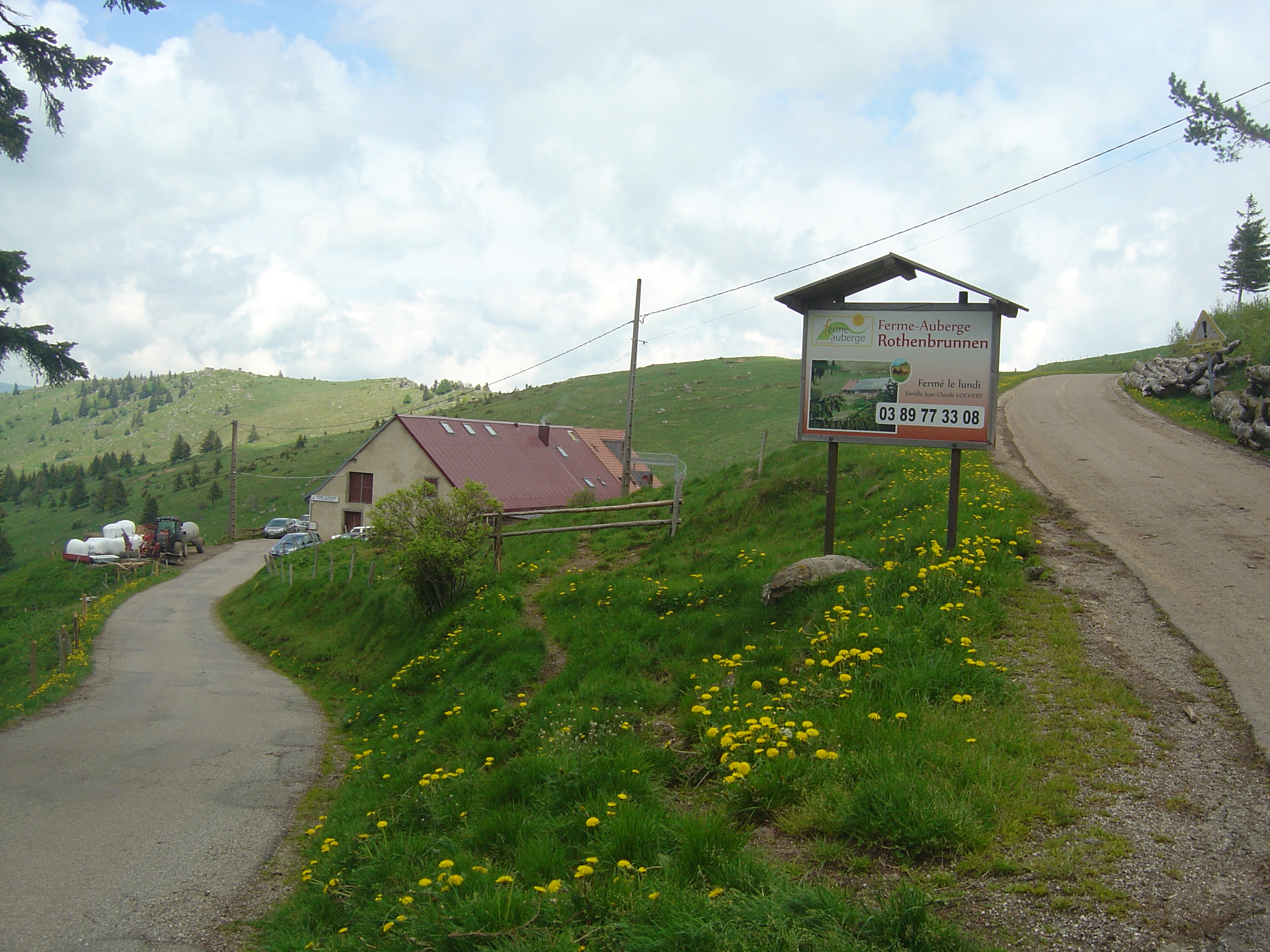
Ferme-auberge du Rothenbrunnen (1 135 m).

## Sports et loisirs

### Cyclisme

#### Profil de l'ascension
Le col du Petit Ballon, à 1 165 m d'altitude, peut être grimpé par quatre versants différents.
Le premier, le versant nord, part de Luttenbach-près-Munster (406 m), au croisement de la D10 et de la rue de la gare, et est long de 9,1 km à 8,3 %. Après un kilomètre environ et une vue sur la vallée, la route serpente en forêt avec pour seule véritable éclaircie le passage devant la ferme du Ried (897 m) au km 5,8. En dehors d'une pente plus douce dans les hectomètres qui précèdent la ferme du Ried, la pente est plutôt forte sur ce versant, avec des portions régulières entre 8 et 9 % avec de courts passages à 12 %. Ce n’est que dans les deux derniers kilomètres que la route devient découverte à travers les chaumes et passe devant la ferme-auberge du Kahlenwasen (1 073 m en dépit d'un panneau annonçant 1 134 m), au km 8.

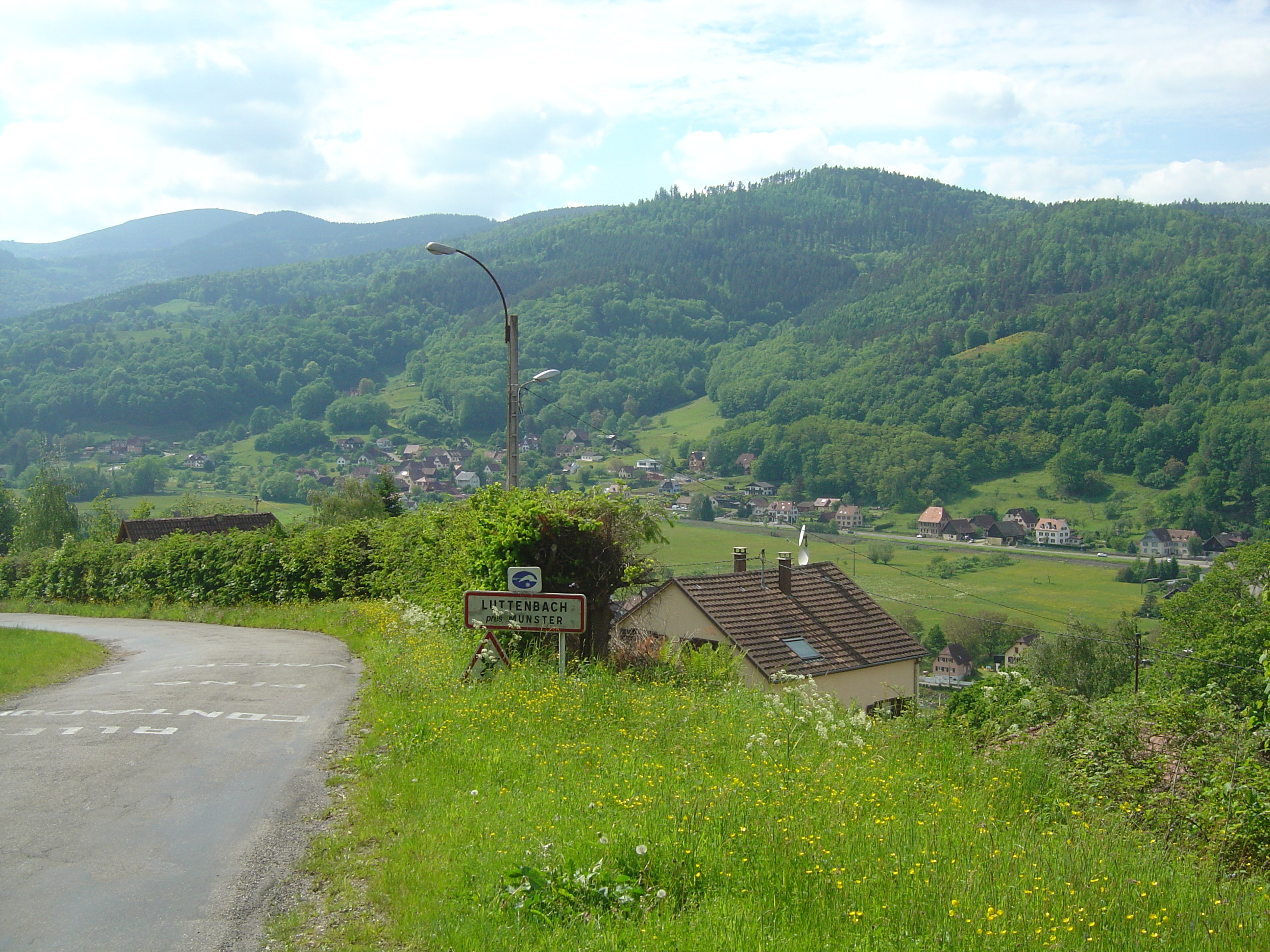
Début de l'ascension par le versant nord. Vue sur Luttenbach-près-Munster plus bas.
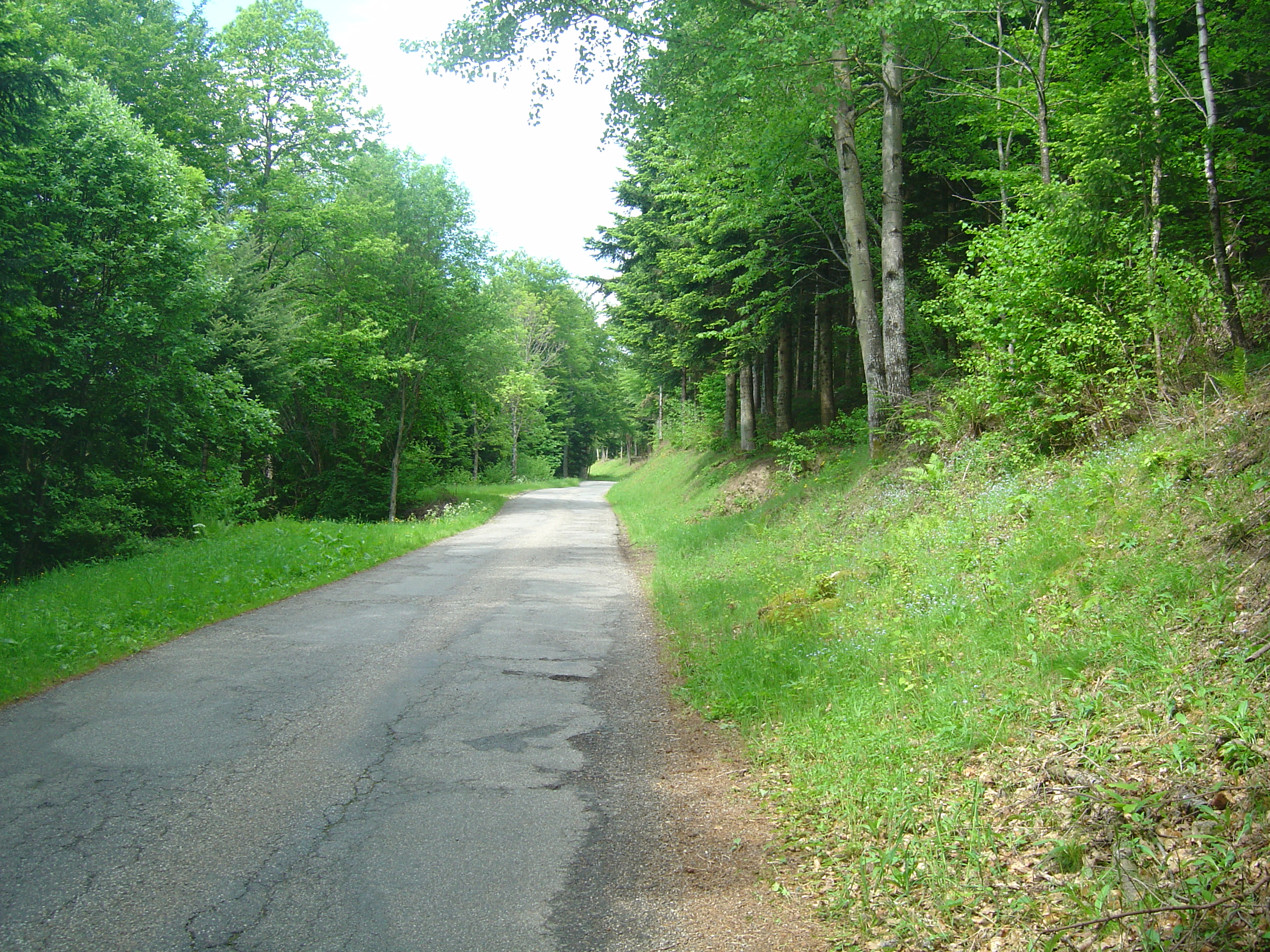
Route montant en pente forte à travers la forêt.
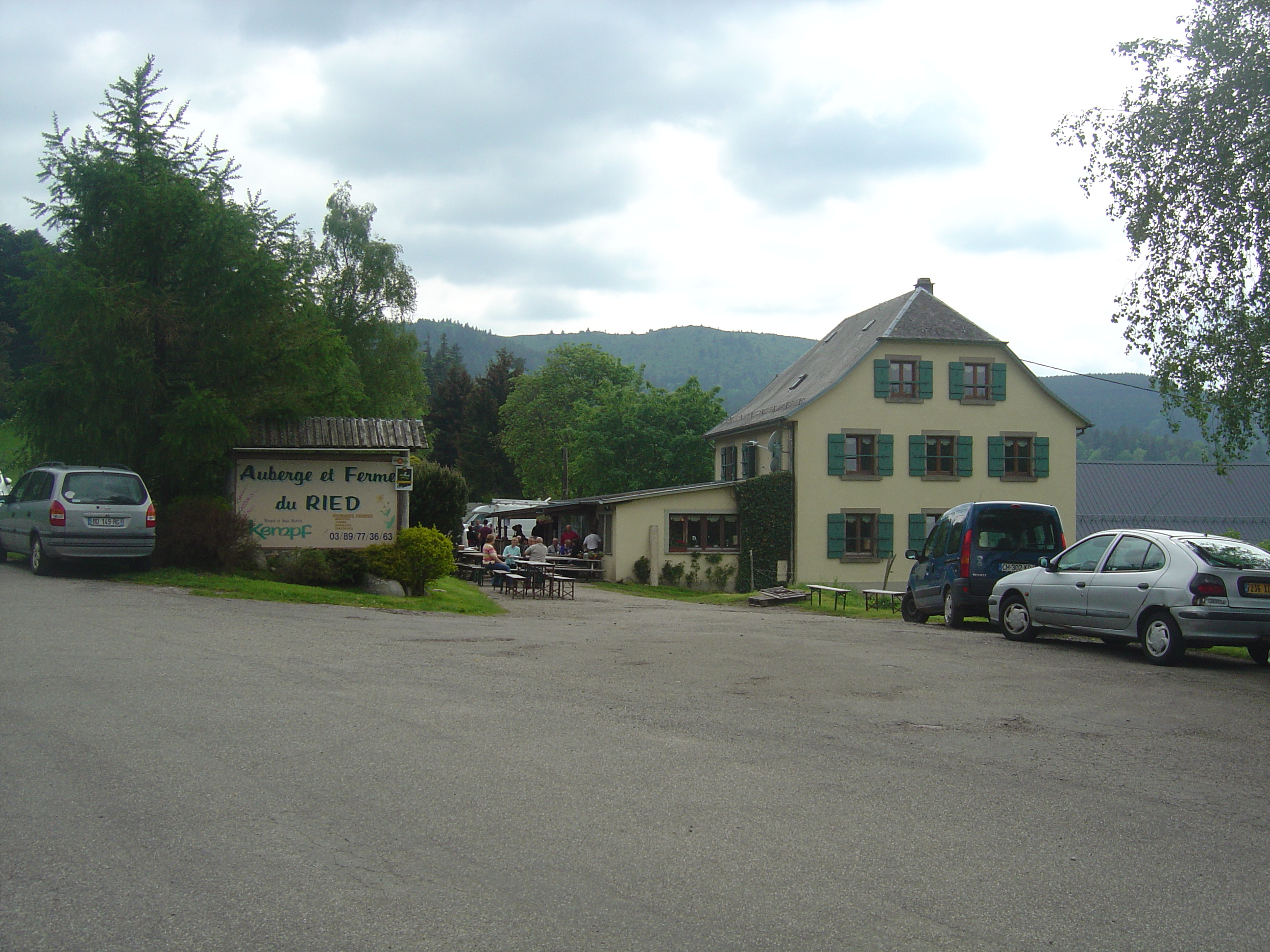
Ferme-auberge du Ried (897 m) sur la route du col du Petit Ballon.
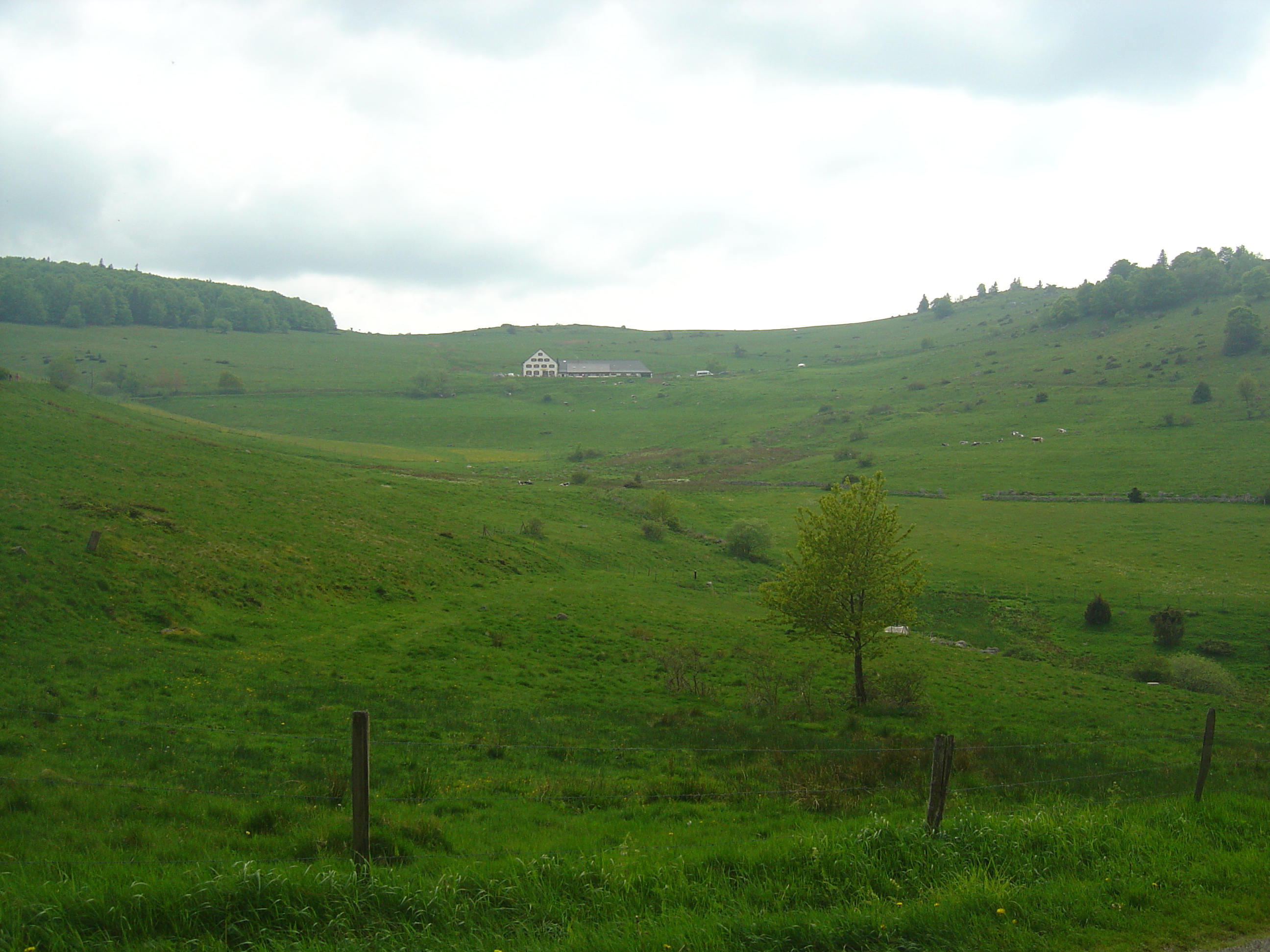
Plus haut la route des derniers kilomètres. Vue notamment sur la ferme-auberge du Kahlenwasen.

Le second, le côté nord-est, commence à partir du carrefour (309 m) des routes D417 et D43 entre Wihr-au-Val et Soultzbach-les-Bains, pour 14,5 km à 5,9 % de moyenne. Cependant ce pourcentage moyen ne donne pas réellement une idée de la difficulté de versant car sur plus de 5 km, la montée débute par ce qui est majoritairement un long faux-plat montant,, idéal pour un échauffement. La difficulté monte nettement d'un cran à partir de l'entrée du village de Wasserbourg, avec même un passage à 14 % vers l'église Saint-Michel et une chaussée qui va se rétrécir à la sortie du village. Moins d'un kilomètre plus loin, la route, peu fréquentée, pénètre en forêt et les pentes sont toujours aussi abruptes, dépassant les 10 et 11 % sur certaines sections,. Cependant le kilomètre qui précède une épingle (826 m) permet un premier radoucissement avec 6,2 % de pente. Peu après la difficulté repart un instant de plus belle avec notamment un raidillon à 13 %,. Mais quelques hectomètres de faux-plat descendant permettent d'atteindre la ferme-auberge du Ried (897 m) et de récupérer. C'est ici qu'après 11,1 km de montée, on rejoint la route provenant de Luttenbach-près-Munster. Dès lors, il reste finalement des pentes à 8-9 % en dehors d'un dernier kilomètre à 7,2 % de moyenne. 1,3 km après la ferme du Ried, la route sort de la forêt pour laisser place aux chaumes plus exposées au vent. 

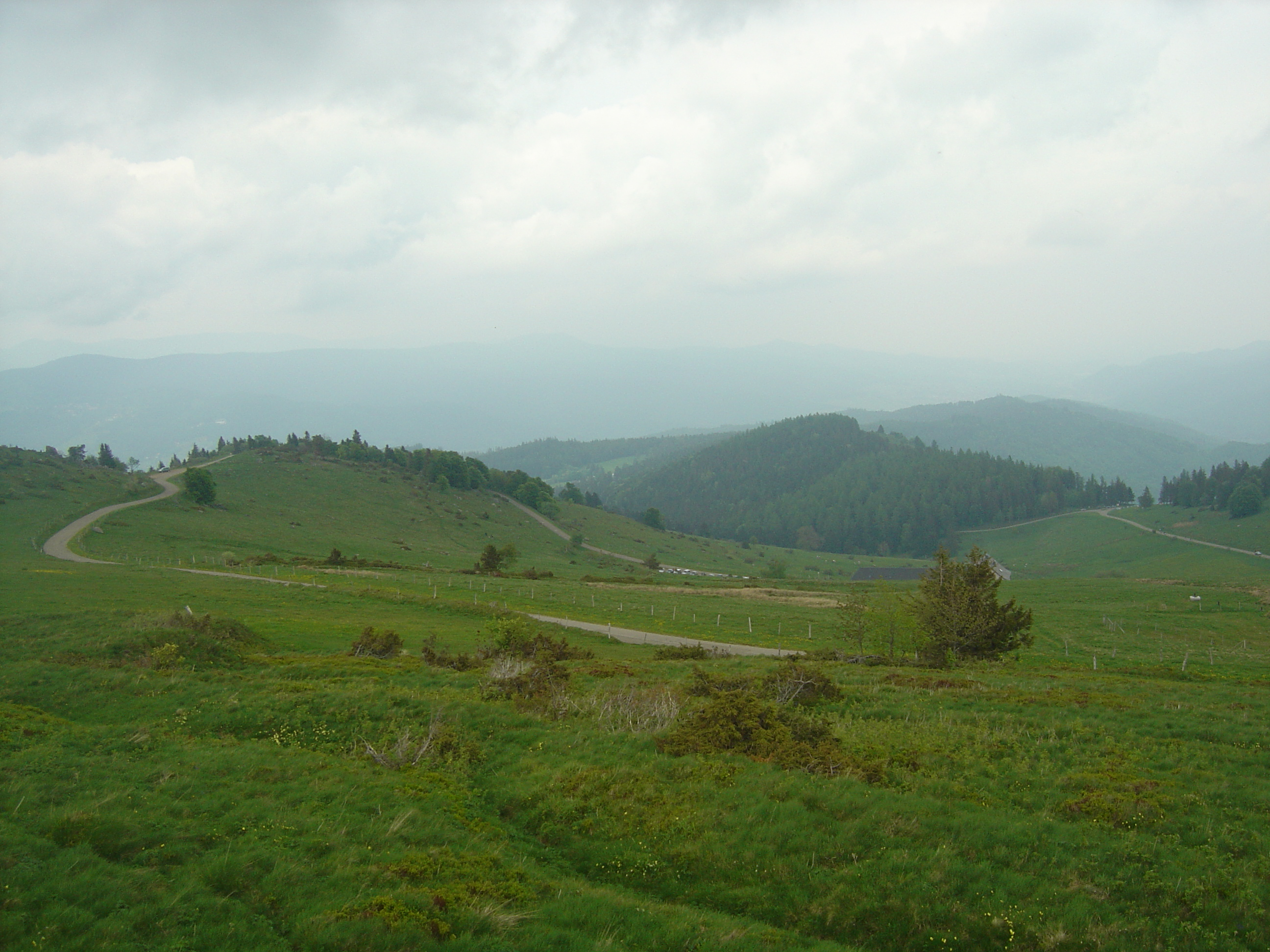
Plus bas la route des derniers kilomètres du col du Petit Ballon grimpé par les versants de Luttenbach et Wasserbourg.
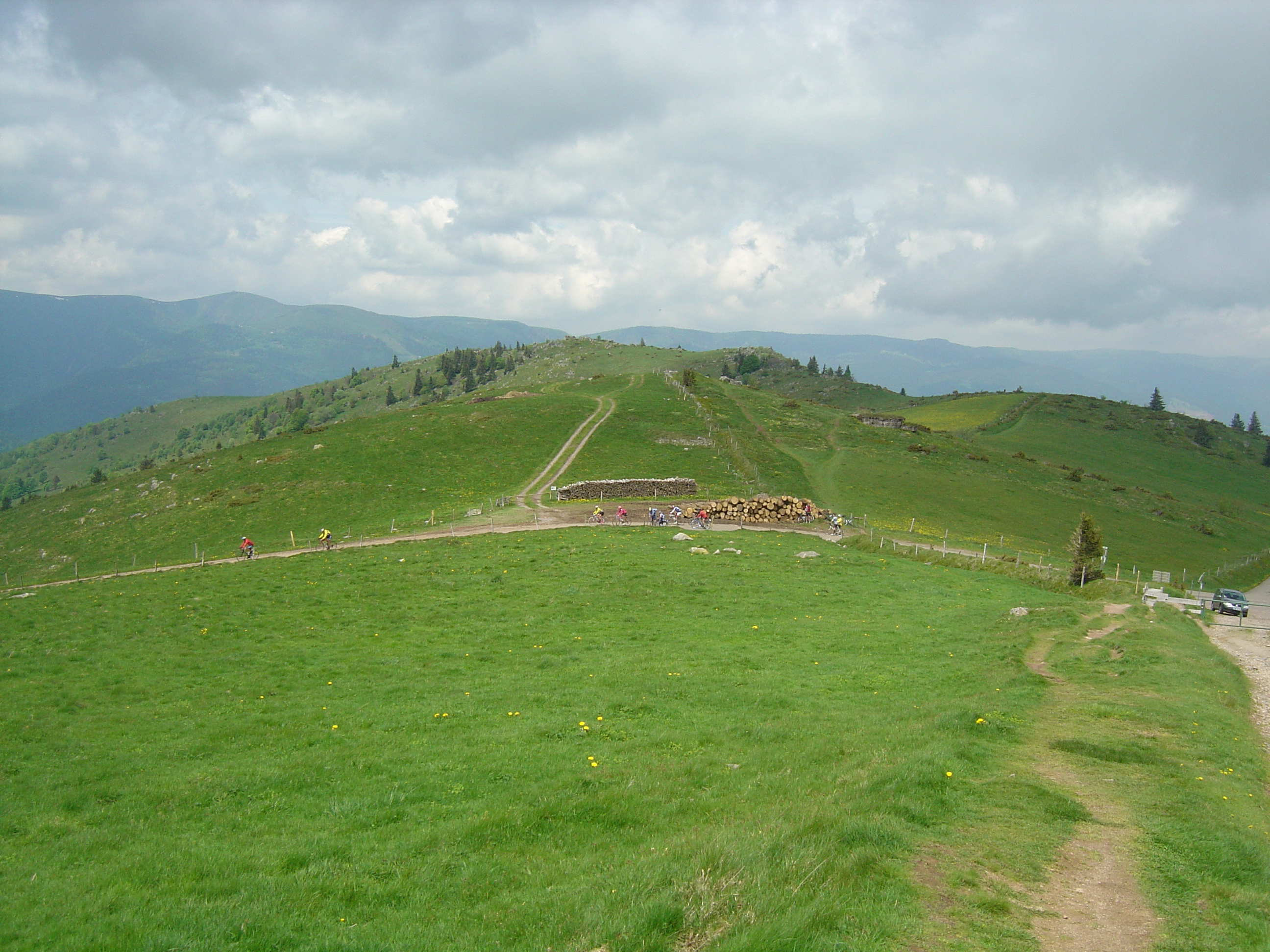
Plus bas des cyclistes au col du Petit Ballon (1 165 m).

Le troisième, le versant nord-ouest, démarre de Metzeral (479 m), au centre-ville et au croisement avec la route de Mittlach, plus loin dans la vallée et passe par Sondernach pour un profil de 12,9 km à 5,3 % de moyenne. À la sortie de Sondernach, la route se partage entre celle du col de Platzerwasel et celle du Petit Ballon, au km 2,9. Jusque-là la pente est modérée, approchant les 4 %. Après un court replat suivant cette bifurcation, la pente s’accentue sur quelques hectomètres en entrant dans la forêt et devient par la suite assez régulière jusqu’au centre de vacances de Landersen (832 m) au km 7,3. Le paysage se découvre à partir des courts lacets au-dessus du centre de vacances de Landersen et la pente devient un peu plus douce. Quelques hectomètres après, il y a même un court faux-plat descendant mais la pente redevient rapidement plus difficile à travers un nouveau tronçon forestier, avec des pourcentages d'environ 7 % dans ces derniers kilomètres. Dans les 500 derniers mètres, la route sort de la forêt pour entrer dans les chaumes caractéristiques du sommet du Petit Ballon et passe devant une autre ferme-auberge, celle du Rothenbrunnen (1 135 m). Bien que ce versant soit le plus facile l'une des difficultés est que la chaussée est plutôt granuleuse.

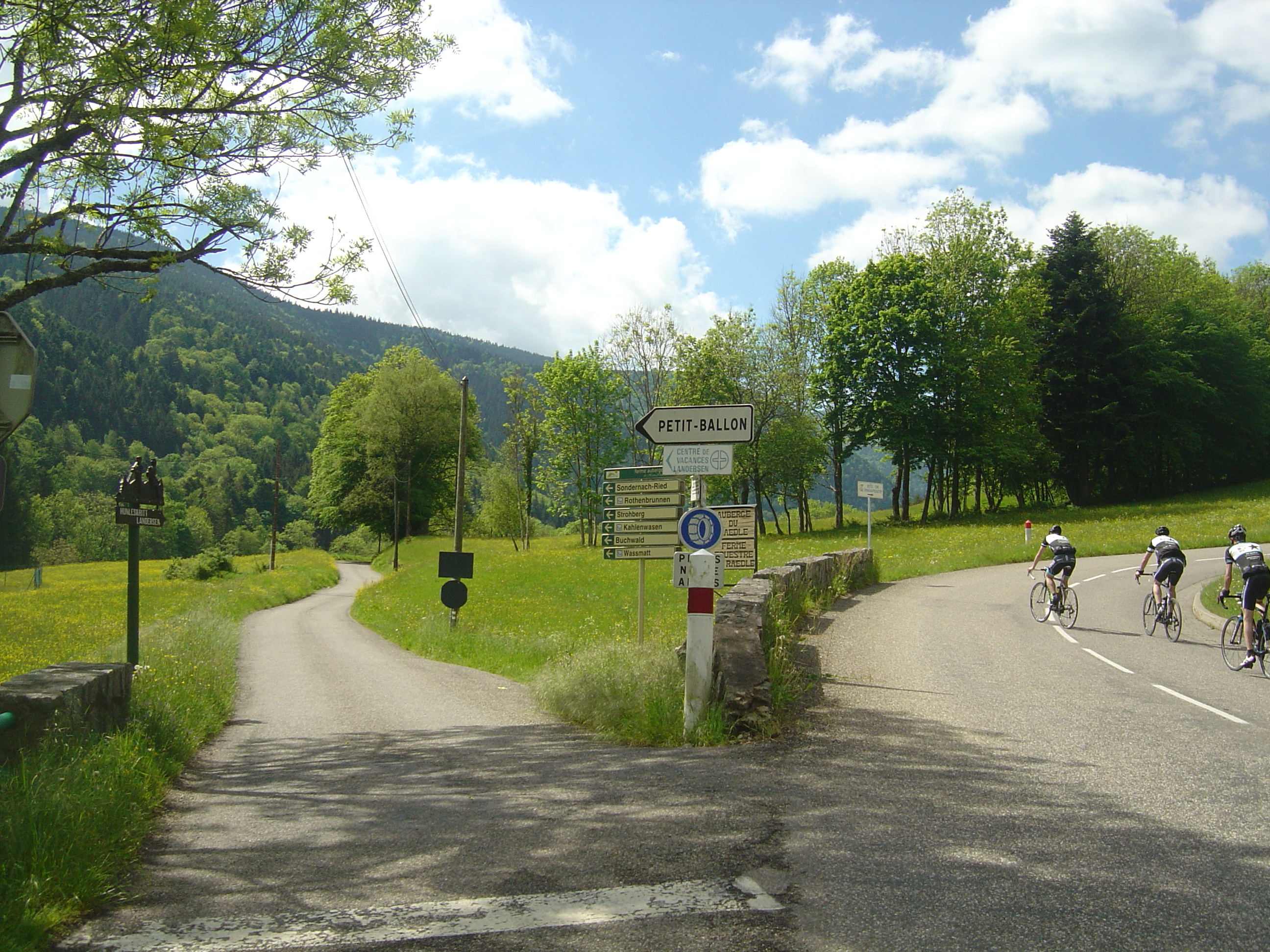
Croisement des routes du Petit Ballon, de Sondernach et du col du Platzerwasel.
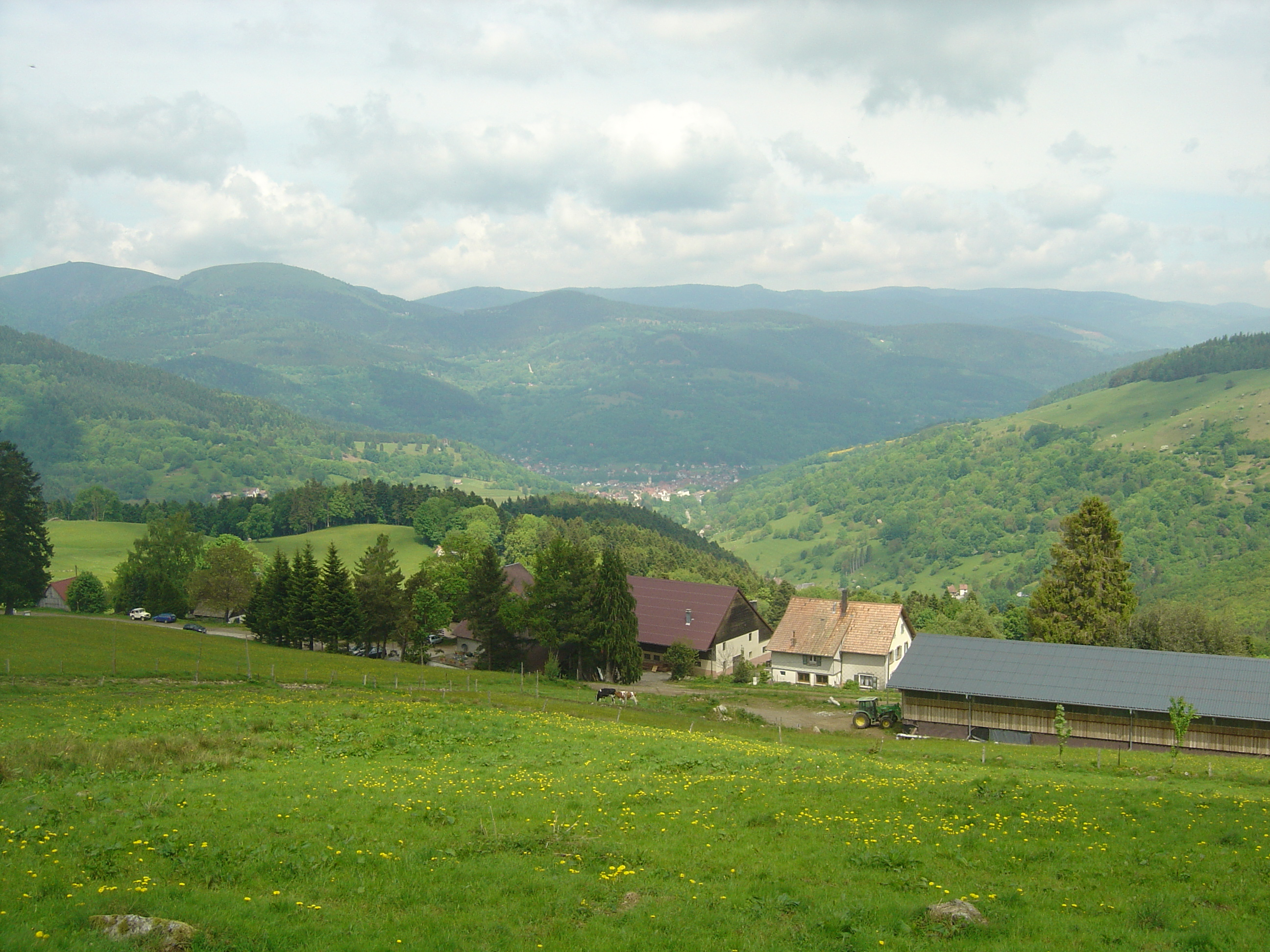
Ferme Landersen sur le versant nord-ouest.
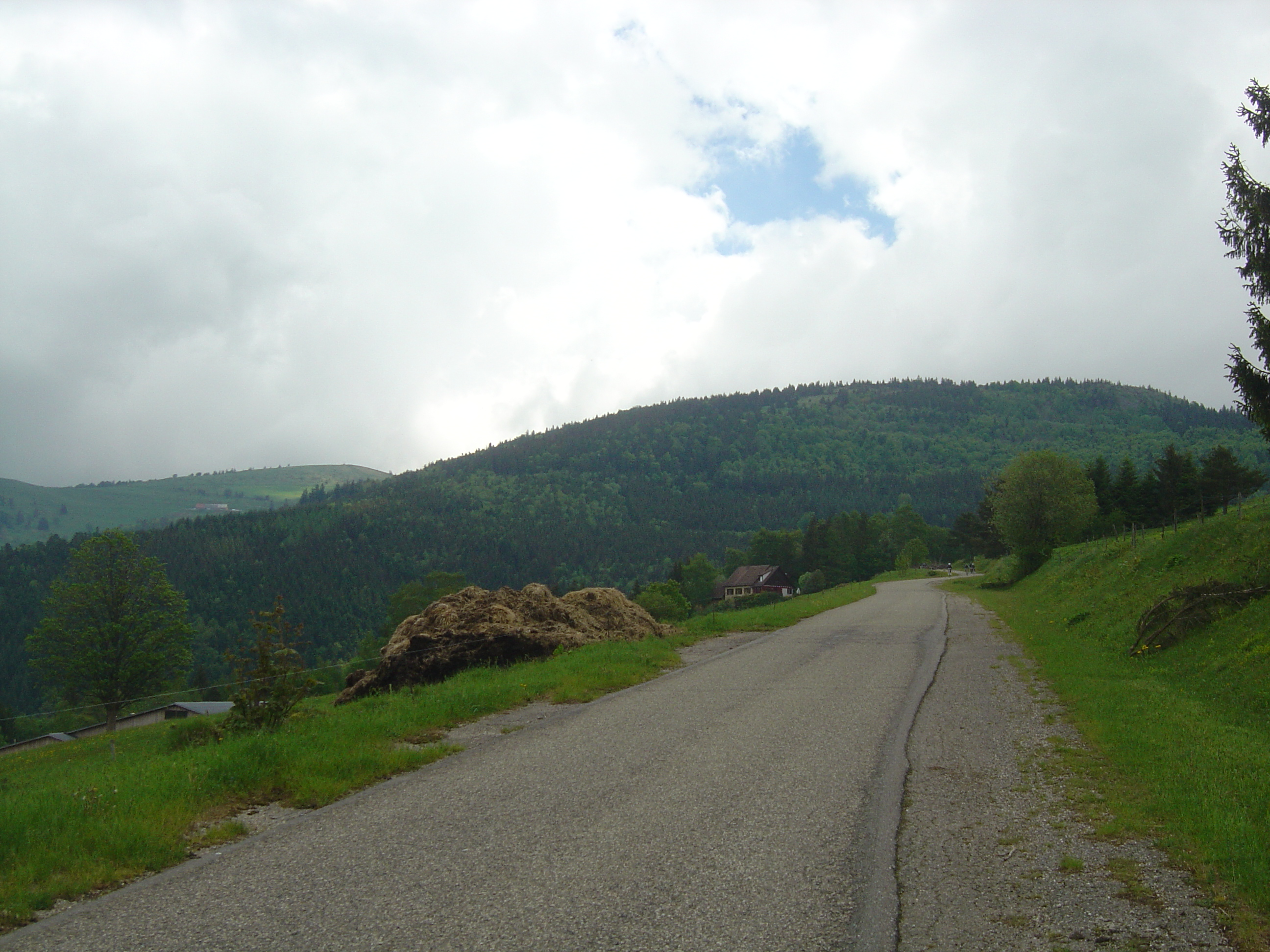
Après avoir passé la ferme-auberge de Landersen. Le Petit Ballon (1 272 m) apparaît au fond à gauche avec le col et la ferme-auberge de Rothenbrunnen.
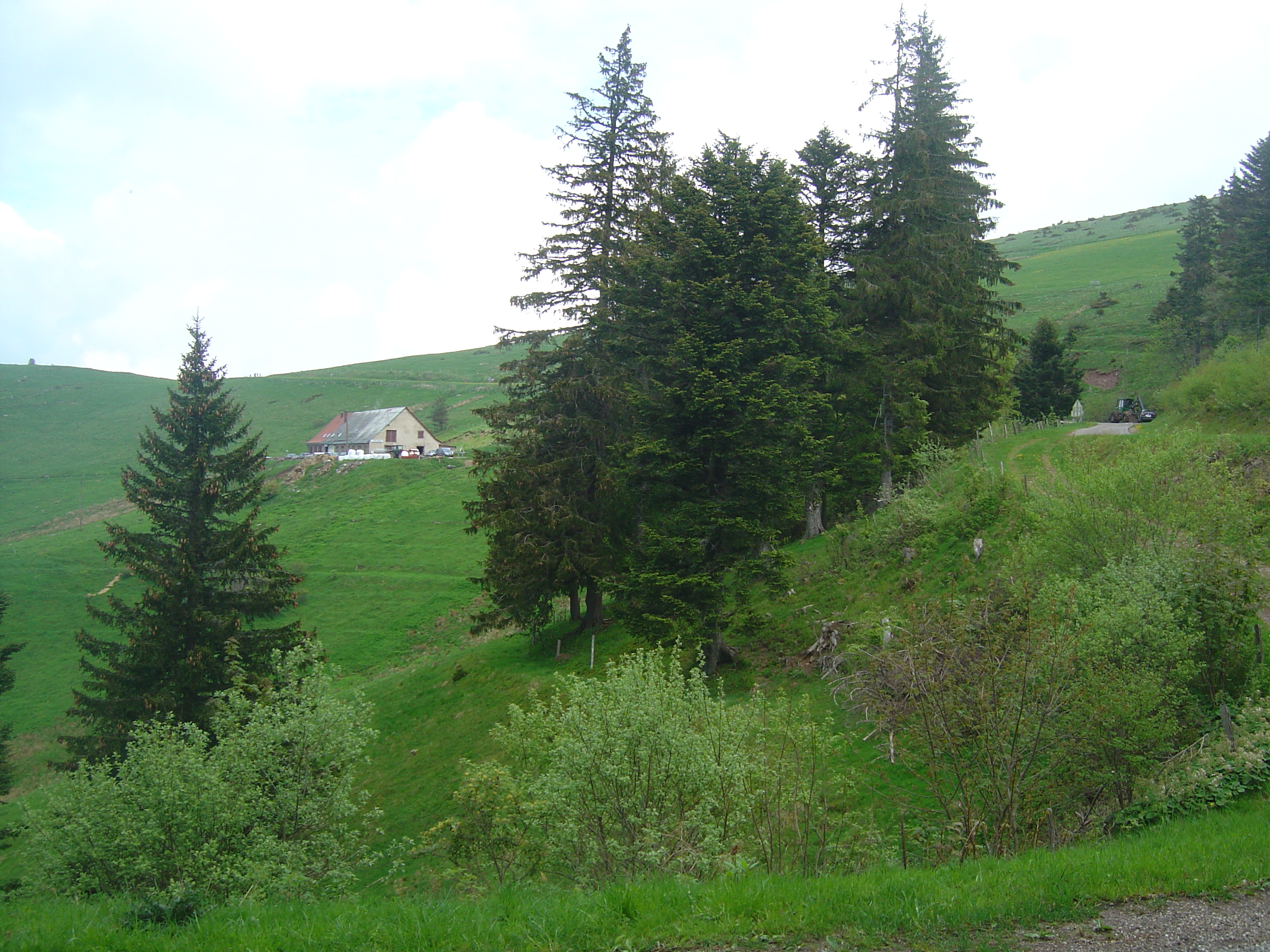
Les derniers hectomètres de l'ascension à la sortie de la forêt. Vue notamment sur la ferme-auberge de Rothenbrunnen.

#### Tour de France
La dixième étape du Tour de France 2014 est passée par le col du Petit Ballon (1 165 m). Il est grimpé par Luttenbach. Joaquim Rodríguez le franchit en tête, dans un groupe d'échappés. Dans la descente vers Sondernach, Alberto Contador chute. Reparti mais blessé au genou, il dut se résoudre à l'abandon dans l'heure qui suivit.
Le col est de nouveau franchi lors de la 20e étape du Tour de France 2023. C'est Thibaut Pinot qui passe en tête.

#### Tour de France Femmes
Il est au programme de la 7e étape du Tour de France Femmes 2022, classé en 1re catégorie. La Néerlandaise Demi Vollering le franchit en tête, devant sa compatriote Annemiek van Vleuten avec qui elle est échappée.

### Autres activités de plein air
Plusieurs sentiers de randonnée pédestre aboutissent au sommet du Petit Ballon. Le Petit Ballon est d’ailleurs la principale difficulté du trail du même nom, qui se déroule au mois de mars. Le trail des Marcaires, au mois de mai, emprunte certains sentiers du Petit Ballon, bien qu'il n'aille pas jusqu'au sommet.
Le sommet du Petit Ballon est également un site d’aéromodélisme,. Les pratiquants bénéficient d’une végétation découverte à son sommet.

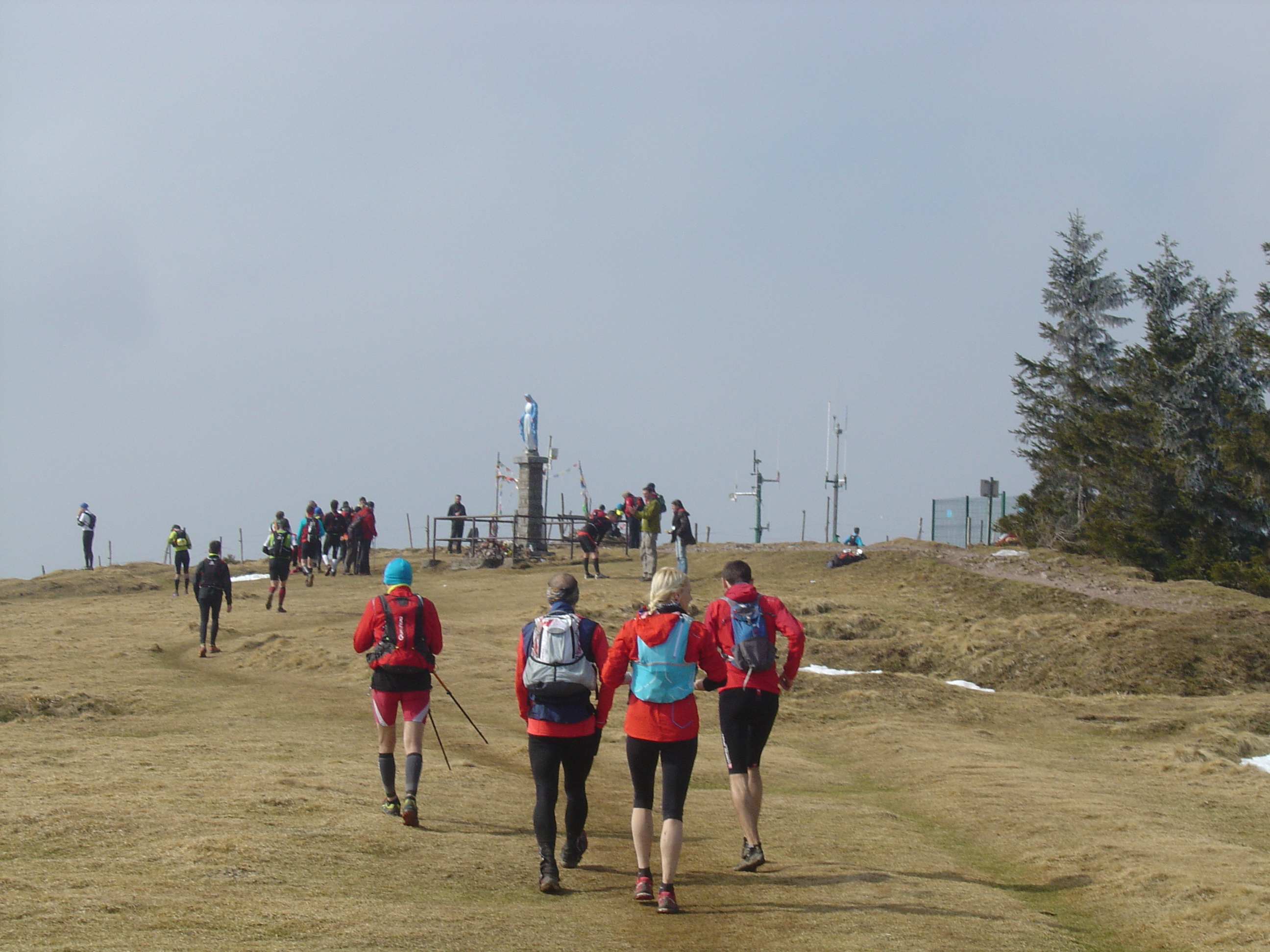
Vierge au sommet et trail du Petit Ballon
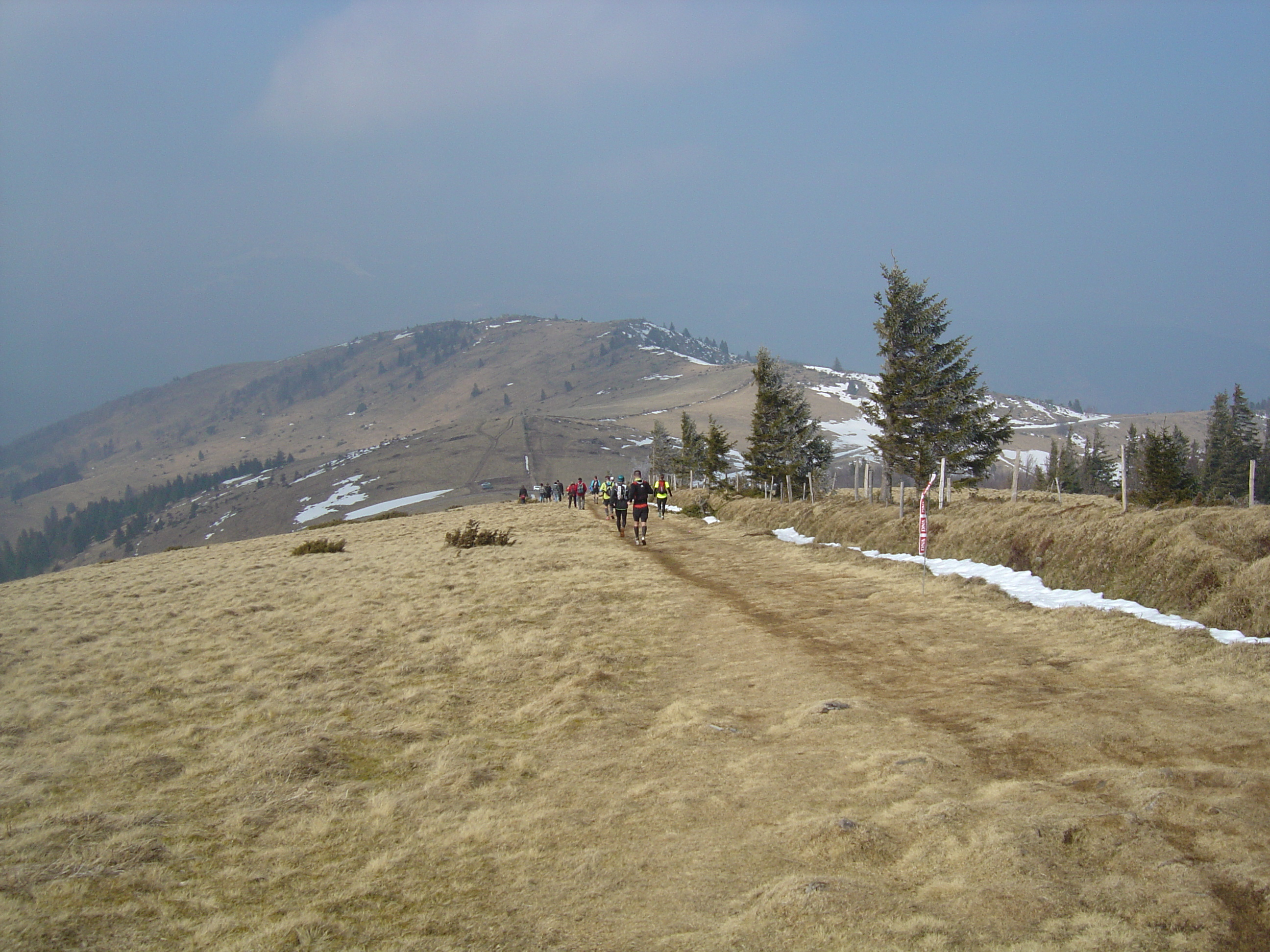
Trail du Petit Ballon
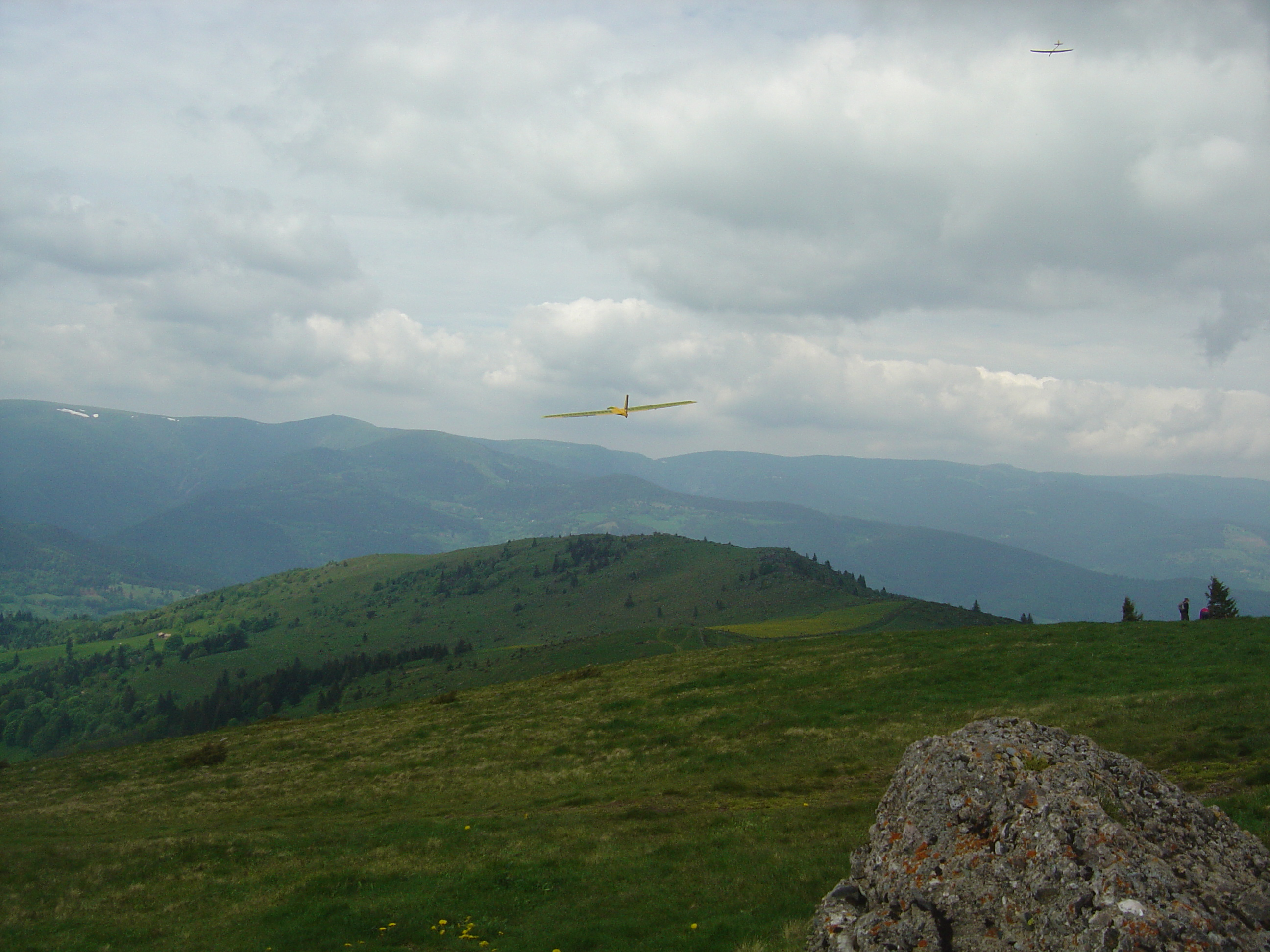
Aéromodélisme